# NGC 2539
NGC 2539 (другое обозначение — OCL 611) — рассеянное скопление в созвездии Корма.
Этот объект входит в число перечисленных в оригинальной редакции «Нового общего каталога».
NGC 2539 имеет такой же возраст, как у скопления Гиады, что позволяет сравнить это скопление с Гиадами, а также исследовать предсказанную зависимость потери лития карликами спектрального класса G от их металличности в данном возрасте.